# Telestar (Fernsehpreis)
Der Telestar war ein von 1983 bis 1998 jährlich verliehener Fernsehpreis, der Personen aus den Bereichen Unterhaltung, Fernsehspiel und Information ehrte.
Vom WDR initiiert, wurde er ab 1985 gemeinsam mit dem ZDF verliehen. Erstmals wurden 1989 auch herausragende Leistungen im Bereich Fernsehspiel prämiert.
Im Jahr 1999 wurde der Telestar vom Deutschen Fernsehpreis von ARD, ZDF, RTL, und Sat.1 abgelöst.

## Preisträger und Nominierungen

### 1998
| Preis                                    | Preisträger                                                                | Nominierungen |
| ---------------------------------------- | -------------------------------------------------------------------------- | --- |
| Bester Produzent                         | Bernd Burgemeister für Anwalt Abel                                         | - Sytze Van Der Laan für Eine ungehorsame Frau - Hubertus Meyer-Burckhardt für Trickser |
| Beste Regie in einem Fernsehspiel        | Dominik Graf für Der Skorpion                                              | - Vivian Naefe für Eine ungehorsame Frau |
| Bester Darsteller in einem Fernsehspiel  | Heiner Lauterbach für Der Skorpion                                         | - Günther Maria Halmer für den Anwalt-Abel-Film Todesurteil für eine Dirne |
| Beste Darstellerin in einem Fernsehspiel | Ulrike Kriener für Reise in die Nacht & Der Pirat                          | - Christiane Paul für Zucker für die Bestie - Karoline Eichhorn für den Anwal Abel-Film Todesurteil für eine Dirne & Gegen Ende der Nacht - Veronica Ferres für Eine ungehorsame Frau & Die Chaos Queen |
| Bester Darsteller in einer Serie         | Ulrich Mühe für Der letzte Zeuge                                           | – – |
| Beste Darstellerin in einer Serie        | Manon Straché für girl friends – Freundschaft mit Herz                     | - Sabine Postel für Nicht von schlechten Eltern |
| Bestes Drehbuch Fernsehspiel             | Annemarie Schoenle für Eine ungehorsame Frau                               | - Detlef Michel für Reise in die Dunkelheit - Jochen Greve für Trickser |
| Bestes Drehbuch Serie                    | Peter Hajek und Peter Moser für Kommissar Rex                              | – – |
| Beste Moderation Unterhaltung            | Ulla Kock am Brink für Die Lotto-Show                                      | - Kai Pflaume für Nur die Liebe zählt |
| Beste Moderation Information             | Gabi Bauer für Tagesthemen                                                 | – – |
| Beste Dokumentation                      | Thomas Balzer für Sprechstunde für Obdachlose. Die Ärztin vom Hauptbahnhof | - Günter Ederer für Die Verschwender der Nation. Subventionssumpf Deutschland - Franz M. Günther für 24 Stunden – Im Labyrinth der Wehrmachtsbunker                                                     |
| Bester Reporter                          | Hartmann von der Tann (ARD-Redakteur)                                      | – – |
| Förderpreis Schauspiel                   | Theresa Scholze für Der letzte Zeuge                                       | – – |
| Förderpreis Moderation                   | Christiane Gerboth für Riverboat                                           | – – |
| Sonderpreis für das Lebenswerk           | Horst Tappert                                                              | Horst Tappert |

### 1997
| Preis                                    | Preisträger                                                           | Nominierungen                                                                    |
| ---------------------------------------- | --------------------------------------------------------------------- | -------------------------------------------------------------------------------- |
| Bester Produzent                         | Ulrich Lenze für Todesspiel                                           | – –                                                                              |
| Beste Regie in einem Fernsehspiel        | Heinrich Breloer für Todesspiel                                       | – –                                                                              |
| Bester Darsteller in einem Fernsehspiel  | Hans Brenner für Todesspiel                                           | – –                                                                              |
| Beste Darstellerin in einem Fernsehspiel | Martina Gedeck für Der Neffe                                          | - Sissi Perlinger für Der letzte Kurier - Maria Schrader für Der Kindermord      |
| Bester Darsteller in einer Serie         | Dieter Pfaff für Bruder Esel                                          | – –                                                                              |
| Beste Darstellerin in einer Serie        | Evelyn Hamann für Adelheid und ihre Mörder                            | - Renate Krößner für Bruder Esel - Witta Pohl für Happy Birthday                 |
| Bestes Drehbuch Fernsehspiel             | Gabriela Zerhau für Der Neffe                                         | – –                                                                              |
| Bestes Drehbuch Serie                    |                                                                       | - Johannes Reben für Bruder Esel                                                 |
| Beste Moderation Unterhaltung            | Harald Schmidt Bester Showmoderator für Die Harald Schmidt Show       | – –                                                                              |
| Beste Moderation Information             | Peter Kloeppel für RTL aktuell                                        | – –                                                                              |
| Beste Dokumentation                      | Werner Hansch für UEFA-Cup-Endspiel Inter Mailand gegen FC Schalke 04 | – –                                                                              |
| Bester Reporter                          | Klaus Bednarz für Monitor                                             | – –                                                                              |
| Förderpreis Schauspiel                   | Jakob von Moers für Nur für eine Nacht                                | - Matthias Schloo für Der Schrei der Liebe                                       |
| Förderpreis Moderation                   |                                                                       | - Cordula Stratmann für Manngold und Sonst gerne - Andreas Türck für Dalli Dalli |
| Sonderpreis für das Lebenswerk           | Helmut Ringelmann Otto Meissner Gyula Trebitsch                       | Helmut Ringelmann Otto Meissner Gyula Trebitsch                                  |

### 1996
| Preis                                    | Preisträger                                                                                | Nominierungen                                                      |
| ---------------------------------------- | ------------------------------------------------------------------------------------------ | ------------------------------------------------------------------ |
| Bester Produzent                         | Katharina M. Trebitsch für Girl friends – Freundschaft mit Herz und Bella Block: Liebestod | – –                                                                |
| Beste Regie in einem Fernsehspiel        | Max Färberböck für Bella Block: Liebestod                                                  | – –                                                                |
| Bester Darsteller in einem Fernsehspiel  | Stefan Kurt für Der Schattenmann                                                           | – –                                                                |
| Beste Darstellerin in einem Fernsehspiel | Cornelia Froboess für Angst hat eine kalte Hand                                            | - Jennifer Nitsch für Der Schattenmann - Annett Renneberg für Maja |
| Bester Darsteller in einer Serie         | Dirk Bach für Lukas                                                                        | - Stefan Reck für Alles außer Mord                                 |
| Beste Darstellerin in einer Serie        | Christine Neubauer für Solange es die Liebe gibt                                           | – –                                                                |
| Bestes Drehbuch Fernsehspiel             |                                                                                            | – –                                                                |
| Bestes Drehbuch Serie                    | Dominic Raacke und Ralf Huettner für Um die 30                                             | – –                                                                |
| Beste Moderation Unterhaltung            | Dieter Hallervorden für Verstehen Sie Spaß?                                                | – –                                                                |
| Beste Moderation Information             | Martin Schulze für Bericht aus Bonn                                                        | - Judith Adlhoch für Voxtours                                      |
| Beste Dokumentation                      | Margarete Horz für Shanghai – Drache über dem Meer                                         | - Kurt Mündl für Ein ganz alltägliches Monster – die Stubenfliege  |
| Bester Reporter                          | Sonia Seymour Mikich für Macha, 15, hat viele Kerle und Leonid hat ein Maschinengewehr     | - Heike Haedecke für Ende der Vorstellung                          |
| Förderpreis Regie                        | Miguel Alexandre für Der Pakt – Wenn Kinder töten                                          | – –                                                                |
| Förderpreis Journalismus                 | Klaus Scherer für seine Beiträge in Panorama und in den Tagesthemen                        | – –                                                                |
| Sonderpreis für das Lebenswerk           | Harald Juhnke                                                                              | Harald Juhnke                                                      |

### 1995
| Preis                                    | Preisträger                                                  | Nominierungen                                                      |
| ---------------------------------------- | ------------------------------------------------------------ | ------------------------------------------------------------------ |
| Bester Produzent                         | Pit Fischer für Wetten, dass..? und Stars '95                | – –                                                                |
| Beste Regie in einem Fernsehspiel        | Oliver Storz für Drei Tage im April                          | - Jo Baier für Hölleisengretl - Martin Enlen für Tödliche Hochzeit |
| Bester Darsteller in einem Fernsehspiel  | Götz George für Das Schwein – Eine deutsche Karriere         | – –                                                                |
| Beste Darstellerin in einem Fernsehspiel | Barbara Auer für Der große Abgang                            | - Martina Gedeck für Hölleisengretl                                |
| Bester Darsteller in einer Serie         | Wolfgang Stumph für Salto Postale                            | - Kurt Böwe für Polizeiruf 110                                     |
| Beste Darstellerin in einer Serie        | Hannelore Elsner für Die Kommissarin                         | - Christine Schorn für Wir sind auch nur ein Volk                  |
| Bestes Drehbuch Fernsehspiel             |                                                              | - Angelina Maccarone für Kommt Mausi raus?!                        |
| Bestes Drehbuch Serie                    |                                                              | – –                                                                |
| Beste Moderation Unterhaltung            | Michael Schanze für Flitterabend                             | – –                                                                |
| Beste Moderation Information             | Wolf von Lojewski für das heute-journal                      | – –                                                                |
| Beste Dokumentation                      | Heinrich Breloer für Einmal Macht und zurück – Engholms Fall | – –                                                                |
| Bester Reporter                          | Klaus Bednarz für Die Reise nach Ostpreußen                  | – –                                                                |
| Förderpreis Fernsehspiel                 | Nicolette Krebitz für Unschuldsengel und Ausgerechnet Zoé    | – –                                                                |
| Förderpreis Unterhaltung                 | Heike Makatsch für Interaktiv                                | - Katja Liebing für Immer wieder sonntags                          |
| Förderpreis Journalismus                 | Ariane Vuckovic für ihre Beiträge beim ZDF                   | – –                                                                |
| Sonderpreis für das Lebenswerk           | Inge Meysel                                                  | Inge Meysel                                                        |

### 1994
- Max Färberböck Beste Regie in einem Fernsehspiel für Bella Block: Die Kommissarin
Nominierung: Detlef Rönfeldt für Nur eine kleine Affäre[31]
Nominierung: Bernd Schadewald für Angst
- Jürgen Vogel Bester Darsteller in einem Fernsehspiel für Dann eben mit Gewalt
Nominierung: Christian Redl für Angst
Nominierung: Marek Erhardt für Der rote Vogel[32]
- Hannelore Elsner Beste Darstellerin in einem Fernsehspiel für Die Kommissarin
Nominierung: Jennifer Nitsch für Nur eine kleine Affäre
- Gerd Dudenhöffer Bester Darsteller in einer Serie für Familie Heinz Becker
- Marie-Luise Marjan Beste Darstellerin in einer Serie für Lindenstraße[10]
- Dieter Moor Beste Moderation Unterhaltung für Canale Grande
Nominierung: Ulrich Kienzle für Frontal[33]
Nominierung: Margarethe Schreinemakers für Schreinemakers Live
- Hannelore Fischer Beste Moderation Information für ARD-Mittagsmagazin[34]
Nominierung: Thomas Roth für seine Russlandreportagen[35]
- Georg Stefan Troller Beste Dokumentation für John Callahan
- Rainer Kaufmann Förderpreis Fernsehspiel für Dann eben mit Gewalt[36]
Nominierung: Frank Stieren für Die Bombe tickt[37]
Nominierung: Antje Westermann für Angst[38]
- Wigald Boning Förderpreis Unterhaltung für RTL Samstag Nacht
- Ebbo Demant Spezialpreis für das Lebenswerk

### 1993
- Edgar Reitz Beste Regie in einem Fernsehspiel für Die zweite Heimat – Chronik einer Jugend
- Mario Adorf Bester Darsteller in einem Fernsehspiel für Der große Bellheim
- Leslie Malton Beste Darstellerin in einem Fernsehspiel für Der große Bellheim und Die Umarmung des Wolfes[39]
Nominierung: Lena Stolze für Todesreigen[40]
- Robert Atzorn Bester Darsteller in einer Serie für Unser Lehrer Doktor Specht
- Jutta Hoffmann Beste Darstellerin in einer Serie für Motzki
- Harald Schmidt Beste Moderation Unterhaltung für Verstehen Sie Spaß?
- Friedrich Küppersbusch Beste Moderation Information für ZAK[41]
- Anna Thalbach Förderspreis Fernsehspiel für Die zweite Heimat – Chronik einer Jugend[42]
- Jörg Schönenborn Förderpreis Journalismus für seine Berichterstattung zum Mordanschlag von Solingen
- Die Sendung mit der Maus Sonderpreis der Jury

### 1992
- Senta Berger für ihre Leistung in dem Zweiteiler Sie und Er
- Günter Strack Bester Darsteller in einer Serie[43]
- Karlheinz Hackl
- Heinz Hoenig für Die Angst wird bleiben
- Sohrab Shahid Saless
- Dietmar Schumann
- Jany Tempel für Nicht von schlechten Eltern
- Ulrich Wickert
- Robert Stromberger[44][45]
- Max Färberböck Förderpreis Regie für Einer zahlt immer[46][47]
- Muriel Baumeister Förderpreis Schauspiel Ein Haus in der Toscana[46]
- Michael Steinbrecher Förderpreis Moderation für Das aktuelle Sportstudio[46]

### 1991
- Deutsches Fernsehballett
- Susanne Gelhard für die Berichterstattung aus dem ehemaligen Jugoslawien
- Hape Kerkeling
- Claudia Messner
- Gerd Ruge
- Peter Dudzik für ARD-Studio Wien
- Peter Scholl-Latour
- Thekla Carola Wied
- Alfred Biolek Beste Moderation für Boulevard Bio[10]
- Bernd Schadewald für Der Hammermörder[48]
- Jutta Wübbe für Schmidt-Mitternachtsshow[49]

### 1990
- Karin Brandauer Beste Regie in einem Fernsehspiel[51]
- Manfred Krug Bester Darsteller in einer Serie für Liebling Kreuzberg[51]
- Ulrich del Mestre[52]
- Alexander Stever Bestes Drehbuch Serie für Harald und Eddi[53]
- Hans W. Geissendörfer Bestes Drehbuch Serie für Lindenstraße[54]
- Joachim Bublath Beste Moderation Information für Die Knoff-Hoff-Show[55]
- Guido Knopp für Die Deutsche Einheit[56]
- Hanns Joachim Friedrichs Bester Reporter für Tagesthemen[51]
- Achim Kürten für Schnitt Album 89 – Bilder eines Jahres
- Max H. Rehbein für die Fernsehreihe Action (ZDF)
- Rochus Hahn Förderpreis[57]
- Georg Ringsgwandl Förderpreis[58]
- Wolfgang Rademann Ehrenpreis für Fernsehunterhaltung[59]

### 1989
- Jan Schütte Beste Regie in einem Fernsehspiel für Drachenfutter[61]
- Hannelore Hoger Beste Darstellerin in einer Serie für Die Bertinis[62][63]
- Herbert Reinecker Bestes Drechbuch Serie für Jakob und Adele[64]
- Günther Jauch Beste Moderation Unterhaltung für Na siehste![64][65]
- Lore Lorentz[66]
- Eberhard Fechner Beste Dokumentation für La Paloma
- Hape Kerkeling Förderpreis Moderation für Total Normal[67]
- Herbert Lichtenfeld Ehrenpreis für Fernsehunterhaltung[64]

### 1988
- Günter Pfitzmann Bester Darsteller in einer Serie für Praxis Bülowbogen[10]
- Katja Riemann Beste Darstellerin in einer Serie für Sommer in Lesmona[70]
- Alexander Arnz Beste Regie Unterhaltung für Na sowas!
- Peter Weck Beste Regie Serie für Ich heirate eine Familie
- Jurek Becker Bestes Drehbuch für Liebling Kreuzberg[71]
- Sabine Sauer Beste Moderation Unterhaltung[72]
- Harry Valérien Beste Moderation Information für Das aktuelle Sportstudio
- Harald Schmidt Förderpreis Moderation für MAZ ab!
- Silvia Seidel Förderpreis Schauspiel für Anna

### 1987
- Carl-Heinz Schroth Bester Darsteller in einer Serie für Jakob und Adele
- Brigitte Horney Beste Darstellerin in einer Serie für Jakob und Adele
- Helmut Dietl, Patrick Süskind Bestes Drehbuch Serie für Kir Royal[74][75][76]
- Thomas Gottschalk Beste Moderation Unterhaltung für Na sowas![77]
- Dieter Hildebrandt Beste Moderation Information für Scheibenwischer
- Rudi Carrell Spezialpreis für Die Rudi Carrell Show[75][73][77]
- Richard Rogler Förderpreis für Scheibenwischer
- Peter Gerlach Ehrenpreis für Fernsehunterhaltung[75][73]

### 1986
- Amelie Fried Förderpreis Moderation für Live aus dem Alabama
- Ilona Christen Förderpreis Moderation für ZDF-Fernsehgarten[79]
- Herbert Reinecker Ehrenpreis für Fernsehunterhaltung[80][79][81]
- Adalbert Hartel Ehrenpreis für Fernsehunterhaltung[79][81]
- Loriot Ehrenpreis für Fernsehunterhaltung
- Hans Rosenthal Ehrenpreis für Fernsehunterhaltung

### 1985
- Bruno Jonas Förderpreis für Scheibenwischer[83]
- Sabine Sauer Förderpreis Moderation[83]
- Curth Flatow Ehrenpreis für Fernsehunterhaltung[83]
- Hans-Joachim Kulenkampff Ehrenpreis für Fernsehunterhaltung[83][84]
- Ekkehard Böhmer Ehrenpreis für Fernsehunterhaltung[83]

### 1983
- Willy Millowitsch Ehrenpreis für Fernsehunterhaltung